# Phật Câu-na-hàm
Phật Câu Na Hàm Mâu Ni hay Phật Câu Na Hàm (Koṇāgamana Buddha) là một trong số các vị Phật của hiền kiếp. Theo tín ngưỡng Phật giáo, Câu Na Hàm là tên gọi của vị Phật thứ 26, thứ hai trong số năm vị Phật của hiền kiếp, và là vị Phật thứ 5 trong số Bảy vị Phật quá khứ.
Phật Câu Na Hàm là người thuộc đẳng cấp Bà-la-môn, họ Kassapa. Phụ thân là Yannadatta (Đại Đức, 大德) còn mẫu thân là Uttarã (Thiện Thắng, 善勝). Vị vua trị vì thời đó Sobha (Thanh Tịnh, 清凈). Kinh thành của vua Sobha tên là Sobhavatĩ (Thanh Tịnh).
Cây giác ngộ của ông là ưu đàm (Ficus racemosa, udumbara, cây sung).
Hai đệ tử hàng đầu của ông là Bhiyyosa (Thư-bàn-na, 舒槃那) và Uttara (Uất-đa-la / Uất Đa Lâu, 鬱多樓) còn vị chấp sự đệ tử (thị giả tỷ kheo) tên là Sotthija (An Hòa, 安和). Ông có con trai tên là (Đạo Sư, 導師)
Đại Bổn kinh chép rằng trong thời của ông thì tuổi thọ của loài người là 30.000 năm. Trong đời, ông thuyết giảng bài thuyết pháp đầu tiên của mình cho một tăng hội gồm 30.000 tỷ kheo.

## Tại Myanmar
Tại Myanmar thì Bụt Câu Na Hàm được gọi là Koṇāgon hay Koṇāgamanan. Theo thần thoại Myanmar, ông sinh ra vào ngày thứ Tư, do đó tượng của Bụt Câu Na Hàm được đặt trên ban thờ ngày thứ Tư.